# Temps de silenci
Temps de silenci és una sèrie de televisió catalana estrenada per TV3 el gener de 2001 que té com a eix central la vida d'una família acomodada de Barcelona, els Dalmau, des de poc abans de la Guerra Civil fins a quasi acabat el segle xx. Va ser la primera sèrie d'època de l'estat espanyol, el seu èxit considerable va donar inici a una tendència que van continuar altres cadenes de televisió. Els 52 capítols de què consta (durant les 2 temporades) es varen acabar d'emetre l'abril del 2002 i va ser reemesa l'estiu del 2006, amb motiu del 70è aniversari de l'inici de la Guerra Civil espanyola (1936-1939), i també l'estiu del 2011.

## Argument
A la sèrie hi són presents les històries encreuades dels seus protagonistes, els membres de les famílies Dalmau, Comes i Hernández, emmarcats a través del repàs històric i social que realitza la sèrie, amb l'assessorament històric de Josep Maria Güell. El relat avança a través de la trajectòria personal de la narradora, Isabel Dalmau, una jove de l'alta burgesia catalana enamorada de Ramon Comes, un amor impossible a causa de la diferència de classes que serveix com a bastiment temàtic i estructural de la sèrie i a partir del qual es narra la història de Catalunya des de l'any 1935 fins al canvi de mil·lenni, una època aleshores molt poc explorada per les ficcions televisives, més centrades en sèries que reflectien o parodiaven el present. A la tercera part, emesa el 2002, la mort d'Isabel Dalmau significa el relleu generacional en la seva filla, Núria Ribalta, que assumeix el paper de narradora. Televisió de Catalunya va afirmar que la sèrie no se centrava en les vivències personals dels protagonistes, sinó que la seva finalitat era lligar aquests relats de caràcter particular amb la història social del país, que esdevé el marc interpretatiu de la producció.

## Producció
Dirigida per Xavier Borrell i produïda per Diagonal TV, la sèrie va tenir un total de 52 episodis de 50 minuts de duració cadascun, dels quals 40 es van emetre l'any 2001. La història inicialment havia de relatar des de la guerra civil fins a la instauració de la democràcia, amb un total de 26 episodis, però el seu gran èxit va significar un allargament de la sèrie en dues ocasions: primer s'hi van sumar 13 episodis més fins al cop d'estat de 1981, i el 2002 s'hi van sumar 13 més que van continuar el relat fins al canvi del mil·lenni. El cost aproximat de cada capítol va ser de 114.200 euros. Això va convertir Temps de Silenci en una sèrie molt rendible, a diferència d'altres produccions similars com Cuéntame cómo pasó de Televisió Espanyola, gràcies a les excel·lents crítiques i el 32,7% del share que va obtenir. La sèrie va ser escrita per Rodolf Sirera, Gisela Pou i Enric Gomà, que va abocar les seves pròpies vivències, records i coneixements, tant és així, que un dels elements clau de la sèrie, l'anul·lació dels matrimonis i divorcis de la República, va ser un assumpte familiar que va afectar directament a Sirera.
Temps de Silenci va saber exposar de forma amena i didàctica un relat de ficció basat en la memòria històrica amb una gran versemblança gràcies a l'articulació de diverses parts. En paraules de Charo Lacalle, «la sèrie va saber integrar, amb intel·ligència i autèntica propietat narrativa, el material d'arxiu entre les noves gravacions», això es deu gràcies al propi argument, en el qual s'integra la passió dels germans Comes per la ràdio i el cinema va permetre combinar l'estructura del relat i la història narrada magníficament, a través de la inserció de nombroses gravacions que actuen com a cortinetes i permeten contextualitzar i ambientar els esdeveniments que es succeeixen. D'aquesta manera, les diverses temàtiques i el repàs històric permeten la construcció d'una estructura narrativa de serial paral·lela a la reconstrucció històrica. Segons Charo Lacalle, aquesta estructura narrativa s'articula al voltant de tres cercles concèntrics: la trama sentimental, fil conductor de la història; els esdeveniments polítics i socials, que referencien cada capítol; i els esdeveniments quotidians dels personatges, la funció dels quals és recuperar la memòria social col·lectiva de l'època. L'ús d'una perspectiva narrativa a partir de la visió de les narradores, primer Isabel i després Núria, reforcen l'efecte de versemblança que de per sí ja li atorguen els documents d'arxiu, que fan avançar la història de forma progressiva, amb el que es reforça la lògica del relat.

## Recepció
Va ser la primera sèrie d'època de l'estat espanyol, el seu èxit considerable va donar inici a una tendència que van continuar altres cadenes de televisió, per exemple, va ser precedent immediat de sèries com Cuéntame cómo pasó i d'Amar en tiempos revueltos, ambdues emeses a Televisió Espanyola. Havent rebut excel·lents crítiques i amb un gran èxit en el nombre d'espectadors, Temps de silenci va rebre el premi Micrófono de Plata de l'Associació Espanyola de Ràdio, Premsa i Televisió l'any 2001. L'estiu de 2006 va ser reposada a TV3 i va obtenir un èxit aclaparador, assolint un 34% del share en el segon episodi i va ser novament reposada l'any 2011.
Després d'acabar-se la sèrie, entre 2002 i 2003 es va emetre a TV3 la sèrie 16 dobles, que s'ambientava en la casa familiar dels Dalmau, adquirida per la família Bofill i convertida en un hotel. Amb aquesta producció es donava continuïtat als 65 anys d'història de Catalunya de Temps de Silenci oferint una mirada de la vida barcelonina i catalana actuals centrada en els grans esdeveniments de l'any, com és el cas de les festes majors.

## Repartiment

### Família Dalmau
- Francesc Dalmau (Josep Mª Pou)
- Isabel Dalmau (Cristina Dilla)
- Núria Ribalta (Sara Loscos)
- Llorenç Dalmau (Pep Pla)
- Joaquim Dalmau (David Bagés)
- Marta Ribalta (Rosa Gàmiz)
- Renée Pinaud (Àngels Bassas)
- Victòria Muntaner (Isabel Rocatti)
- Frederic Ribalta (Pep Ferrer)
- Francesc Xavier Dalmau (Joan Carreras)
- Reneé Dalmau (Alba Sanmartí)
- Andreu Carbonell (Marc Cartes)
- Isabel Carbonell (Nena:Marina Álvarez; Adulta: Mariona Castillo)

### Família Comes
- Ramon Comes (Àlex Casanovas)
- Carmeta Castells (Àngels Poch)
- Dolors Gelabert (Lluïsa Castell)
- Jaume Codina (Daniel Klamburg)
- Teresa (Concha Milla)
- Jaumet (Juanra Bonet)
- Pere Codina (Pablo Derqui)

### Família Hernández
- Paco Hernández (Miquel Gelabert)
- Avelina Utrera (Mayte Caballero)
- Antonio Hernández (Julio Manrique)
- Rossy Hernández (Montse Morillo/Leo Castro)
- Albert Mossons (Andreu Banús)
- Bessones Mossons-Hernández (Mireia i Anna Asensio)

### Altres personatges
- Hermínia (Rosa Boladeras)
- Consol (Julieta Serrano)
- Mingo (Xicu Masó)
- Manel Burrull (Santi Ibáñez)
- Pepita (Assun Planas)
- Ignasi Burrull (Biel Duran)
- Tomàs (Jordi Gràcia)
- Sebastià (Xavier Soler)
- Mossèn Ventós (Santi Pons)
- Emili (Josep Ginestí)
- Sr. Bernat (Ernest Serrahima)
- Clara Alemany (Txe Arana)
- Pau Genovès (Roger Casamajor)